# 디흐타우산
디흐타우산(러시아어: Дыхтау, 카라차이발카르어: Дых тау)은 러시아 카바르디노발카르 공화국의 산으로 조지아와의 국경에서 5 km가량 북쪽에 위치한다. 캅카스산맥에서 옐브루스산에 이어 두 번째로 높은 산이다.